# ごくやん〜極道ヤンキーティーチャー
『ごくやん』は、2013年3月30日公開の日本映画。公開時タイトルは「GYT〜GOKUYANTEACHER」。

## ごくやん

### 概要
- 廃校の危機を救うべく依頼された女教師。荒れた高校にどう立ち向かうのか！？

### キャスト

#### 一組
一カオル：みろ
一組長女・功輪道並学園学校長の依頼で転任し教師となる。
一司：奈之未夜
一組次女・病気の父（組長）の代わりに組長代理となる。
一未来：留川真帆
一組三女・功輪道並学園2年・ヤクザの娘と言う事を隠して真面目な影の薄い生徒のふりをしている
一一鉄：藤原喜明
一組組長

#### 功輪道並学園

##### 3年生
島村健太：藤田佳秀
3年トップ
高橋光雄：真下楓
頭脳派
間下淳：大里祐貴
喧嘩早く高所好き
伊勢次郎丸：BETTANA!!
どんな逆境にも負けない強さを持つ
神田川哲也：松木シュンドウ
冷静沈着
栗森瑞恵：横村直子
学校長
鰆谷修一郎：ルー大柴
教育委員会委員長・学校長の元教え子

##### 2生
松戸勇：河合朗弘
2年トップ
幾島続：伏岡嘉則
2年ナンバー2

#### 石狩常林高校

##### 3年生
上知豪：玖導成近
トップ・○○○○リーマニア
田原利夫：崇岡白
天才に見えるが偏差値２
野渕秀：大村一隆
１８人兄弟
近藤勝：吾磨壮奇
誰も知りませんがゲイです
西城電：辻修也
格闘技マニア

#### 相楽商会
相楽戦利：佳本周也
組長・一組傘下

### スタッフ
- 監督：佳本周也
- プロデューサー：さかたまゆみ・奈之未夜
- 助監督:奈之未夜・崇岡白
- 脚本・撮影・編集：佳本周也
- アクション監督：佳本周也・みろ
- 音楽プロデュース：RUKA
- テーマ曲SURVIVE　作曲・編曲hoto-D・作詞：hoto-D & 悪餓鬼・歌：悪餓鬼
- 製作：ごくやん製作委員会・ロマネプロモーション
- 上映時間：100分